# Martti Lehtevä
Martti Alvari Lehtevä (* 4. Juni 1931 in Helsinki; † 21. Juli 2022 ebenda) war ein finnischer Boxer.

## Werdegang
Martti Lehtevä wurde bei den Olympischen Sommerspielen 1952 als Ersatz für den späteren Bronzemedaillengewinner Erkki Mallenius nominiert. 1958 wurde er finnischer Meister und hatte ein Jahr später bei den Europameisterschaften 1959 einen ersten internationalen Auftritt. Dort schied Lehtevä in der ersten Runde gegen Benny Nielsen aus Dänemark aus. Bei den Olympischen Sommerspielen 1960 in Tokio schied er ebenfalls in der ersten Runde des Halbweltergewichtsturniers aus.